# Catedral vieja de Coímbra
La catedral Vieja de Coímbra (en portugués: Sé Velha de Coimbra) es uno de los edificios católicos de estilo románico más importantes de Portugal. La construcción de la Catedral comenzó después de la Batalla de Ourique (1139), cuando Afonso Henriques se declaró rey de Portugal y escogió Coímbra como capital del reino. En la catedral está enterrado Sesnando, Conde de Coímbra. Pertenece a la diócesis de Coímbra.

## Historia
Coímbra (llamada Aeminium en la época romana) fue sede episcopal desde el siglo V, cuando sucedió a la vecina Conímbriga, que había sido invadida por los suevos en 468. A pesar de su larga historia, no existen noticias precisas de la Catedral de Coímbra desde la época germánica hasta la construcción de la Catedral Vieja. En 1139, después de la Batalla de Ourique, Afonso Henriques decidió financiar la construcción de una nueva catedral. Las obras deben de haber comenzado en tiempos del obispo Bernardo (muerto en 1146), pero el impulso definitivo lo dio el obispo Miguel Salomão que ayudó a la financiación de la misma en 1162. En el año 1182, aunque todavía no estaba concluida, las obras de la Catedral estaban lo suficientemente adelantadas como para recibir los despojos mortales del obispo Bernudos, que fue el sucesor de Miguel Salomão. En 1185 fue la sede de la coronación del segundo rey de Portugal, Sancho I. Los trabajos principales terminaron a inicios del siglo XIII con la conclusión del claustro –empezado hacia el año 1218– durante el reinado de Alfonso II.
La obra de la catedral románica se atribuye al maestro Roberto, que dirigía las obras de la Catedral de Lisboa y en la misma época visitaba Coímbra periódicamente. La dirección de las obras quedó a cargo del maestro Bernardo, seguido del maestro Soeiro, arquitecto que después trabajó en otras iglesias de la diócesis de Oporto.
En el siglo XVI se hicieron algunos trabajos de mayor importancia: las capillas, las naves y los pilares fueron recubiertos con azulejos; se construyó la Porta Especiosa en el lado norte y se modificó el absidiolo sur en estilo renacentista, pero lo esencial se mantuvo en estilo románico. En 1772, después de que los jesuitas fueran expulsados de Portugal por el Marqués de Pombal, la sede episcopal fue transferida a la antigua iglesia jesuítica de estilo manierista que se convertirá en la Sé Nova de Coimbra (Catedral Nueva de Coímbra).

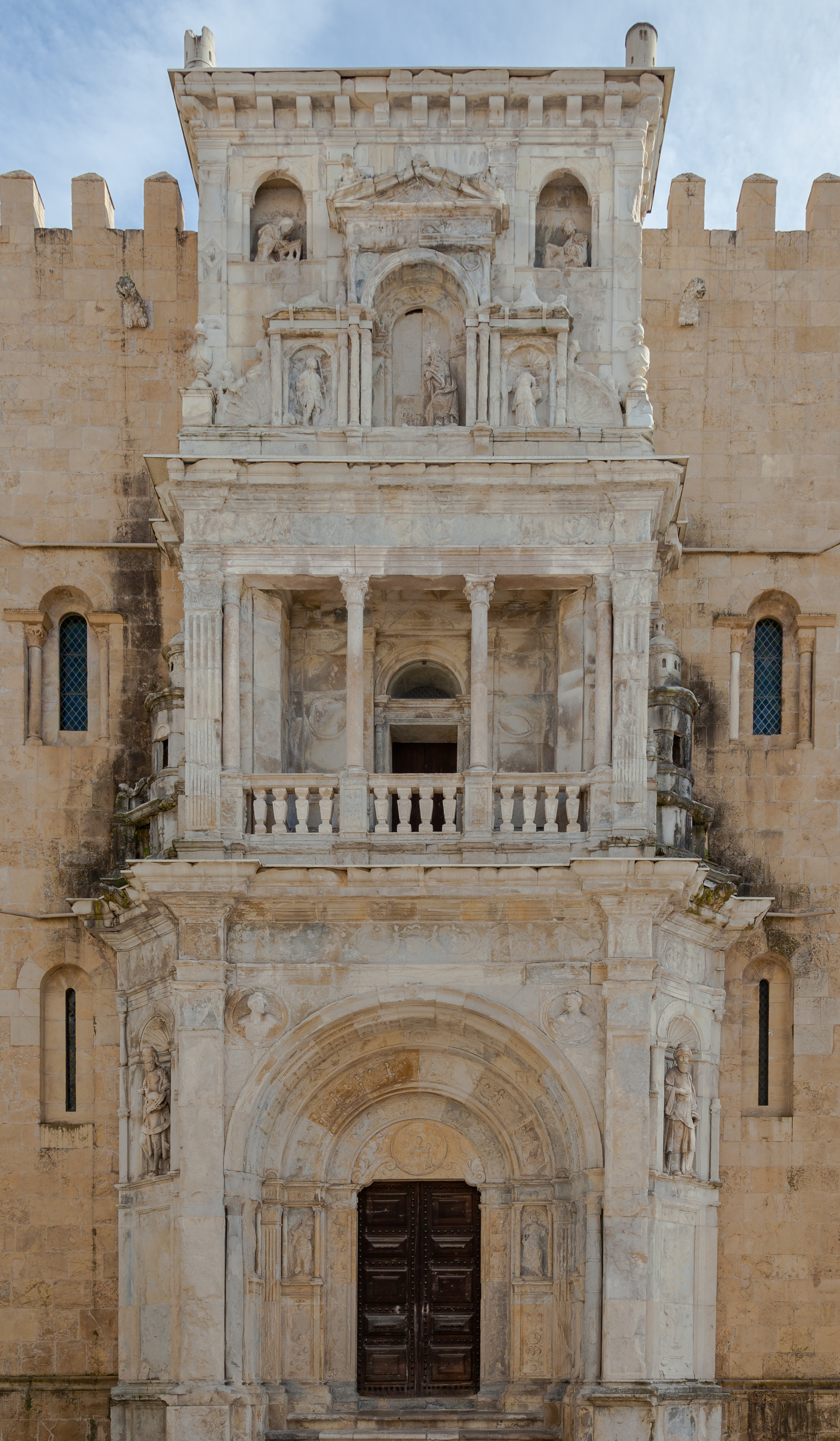
Vista de la Porta Especiosa, de estilo renacentista, en la fachada norte de la catedral, obra de João de Ruão.

## Arquitectura
La Sé Velha de Coimbra es la única catedral románica portuguesa de la época de la reconquista que ha sobrevivido prácticamente intacta hasta nuestros días. La Catedral Vieja y en menor grado las iglesias de Santiago y San Salvador son el exponente de las fase alfonsina del románico conimbricense. Otras iglesias de la ciudad como el monasterio de la Santa Cruz y la iglesia de São João de Almeida fueron muy alteradas con lo que perdieron su carácter románico original.

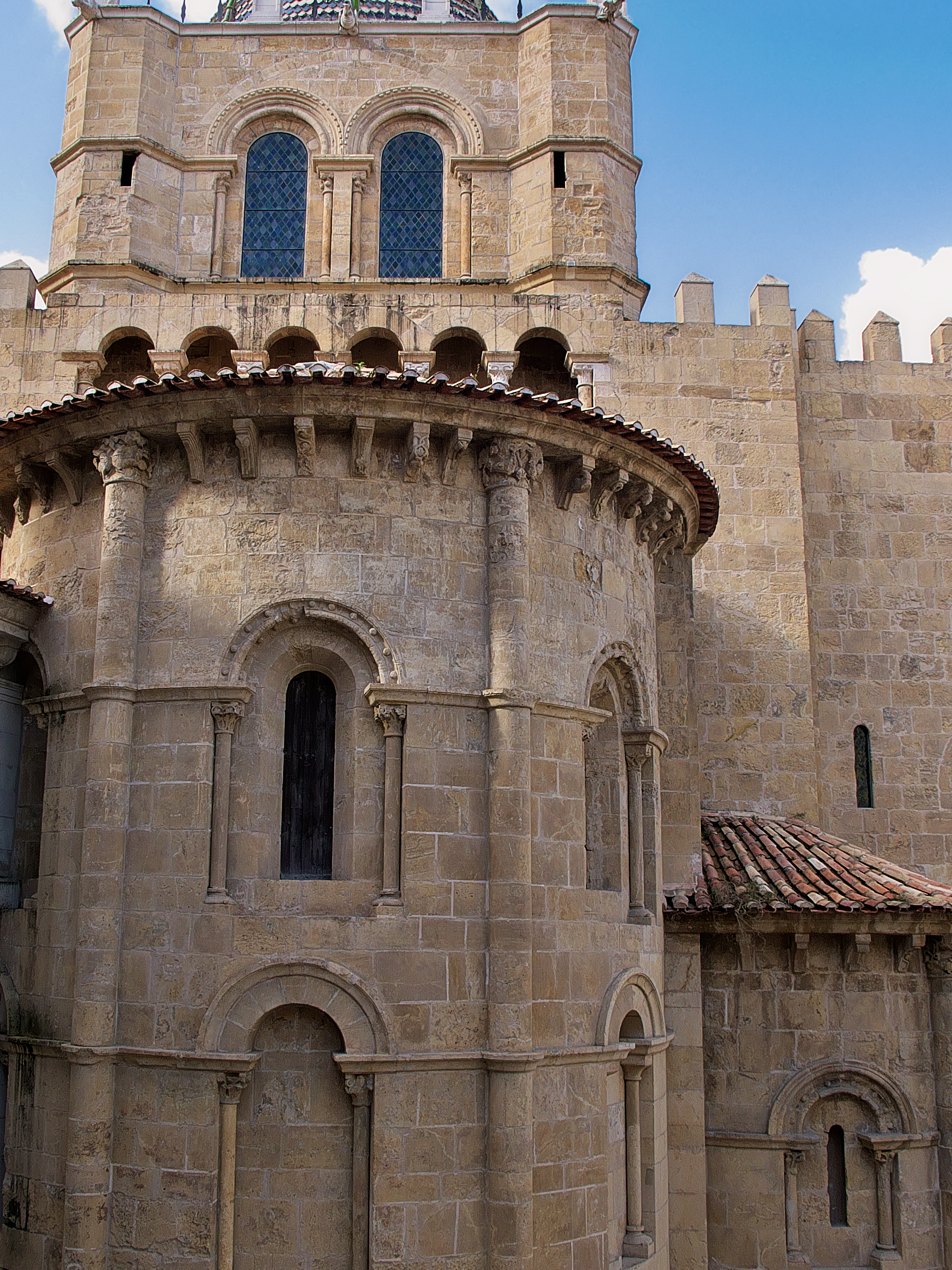
Vista exterior del ábside principal (capela-mór) y la torre-linterna románica.

Vista desde el exterior la Catedral Vieja parece un pequeño castillo, con muros altos coronados con almenas, así como con pocas y estrechas ventanas. La apariencia de fortaleza es común a las catedrales de la época y se explica por el clima bélico de la reconquista. La fachada oeste (principal) tiene una especie de torre central avanzada con un portal con múltiples arquivoltas y un ventanal que es similar a una portada. Los capiteles, arquivoltas y jambas de la portada y del ventanal están decorados con motivos románicos con influencias árabes y pre románicas. La fachada está reforzada por contrafuertes que ayudan a compensar la fuerte inclinación del terreno. La fachada norte tiene dos portadas de estilo renacentista, siendo notable la Porta Especiosa, que es un pórtico de tres pisos, tipo retablo, construido en la década de 1530 por João de Ruão. Esta portada es una de las obras principales del primer renacimiento en Portugal. En el lado este se observa el ábside principal románico y dos absidiolos, el de lado sur modificado en estilo renacentista. Sobre el transepto hay una torre-linterna cuadrangular con algunas alteraciones del siglo XVIII.
El interior es de tres naves y cinco tramos, con el transepto poco desarrollado, la cabecera formada por el ábside y dos absidiolos. La catedral está cubierta por una bóveda de cañón en la nave central y el transepto, y por bóvedas de arista en las naves laterales. La nave principal tiene una tribuna (galería con arcadas) creando un segundo piso. Todas las columnas del interior tienen capiteles decorados con temas geométricos, vegetales o animales. Las ventanas de la torre-linterna del crucero y el ventanal de la fachada principal conforman las principales entradas de luz natural de la catedral.
El claustro que se encuentra en la parte sur del templo, fue construido durante el reinado de Alfonso II en un periodo de transición al gótico. Cada una de las caras del claustro tiene cinco arcos ojivales, envolviendo cada uno un par de arcos geminados de medio punto, rasgándose cada bandera con un pequeño rosetón decorado con tracería muy simple. Los tramos son cuadrados, con naves abovedadas, arcos ojivales muy apuntados y cruceros de volta entera. Los capiteles de los arcos están decorados en su mayoría con motivos vegetales. Un elemento particular son las esquinas del claustro donde se produce el encuentro de dos arcadas góticas que se interrumpen mutuamente a media altura, lo que produce un efecto original.

## Arte
El aspecto más notable de la decoración románica de la Catedral Vieja es la gran cantidad de capiteles esculpidos (cerca de 380), lo que la convierte en uno de los principales núcleos de la escultura románica portuguesa. Los motivos son geométricos y vegetales de influencia islámica o prerrománica, así como cuadrúpedos y aves enfrentadas. Prácticamente no hay representaciones humanas y no hay ninguna escena bíblica. La ausencia de figura humanas se considera, tal vez, consecuencia de que los artistas fueran mozárabes que se habían establecido en Coímbra en el siglo XII.

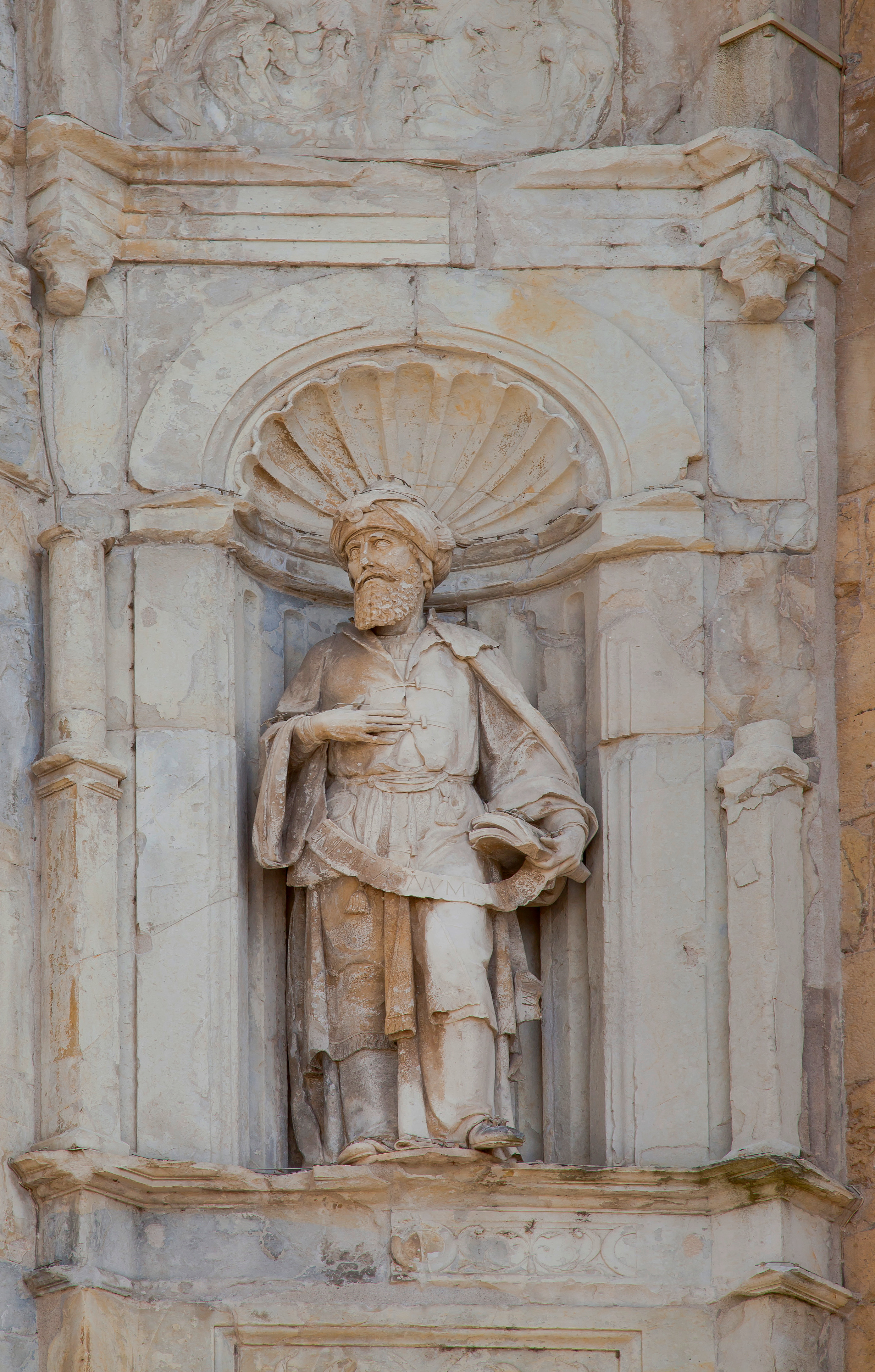
Estatua en la pared exterior.

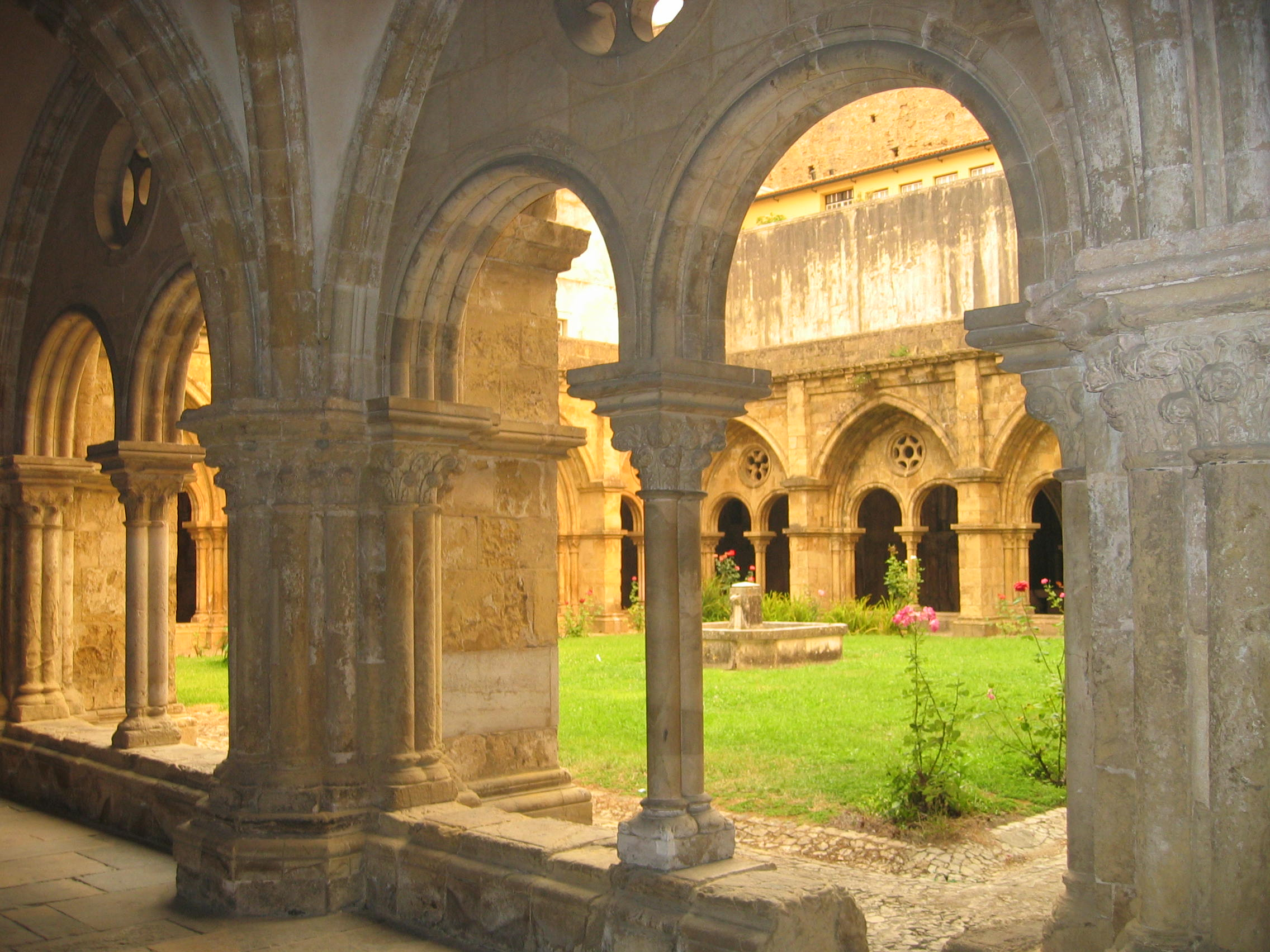
Claustro románico-gótico.

De la época gótica (siglos XIII-XIV) subsisten varias tumbas con estatuas yacentes a lo largo de las naves laterales, algunas de ellas muy deterioradas. Uno de los más llamativos es la tumba de Vataça (o Betaça), una dama bizantina que vino a Portugal a finales del siglo XIII acompañando a Isabel de Aragón que venía a casarse con el rey Dinis. La tumba de Vataça lleva el emblema del Imperio bizantino: Una águila de dos cabezas.
Entre el siglo XV y XVI, el obispo Jorge de Almeida promovió una gran campaña decorativa. Los pilares de las naves y las paredes laterales fueron recubierto con azulejos sevillanos. Estos azulejos, pintados y con motivos geométricos, fueron retirados en una reforma posterior, pero todavía pueden apreciarse algunos pedazos en ciertos puntos de la catedral. Otra adición importante fue el retablo, construido entre 1498 y 1502 por los tallistas flamencos Olivier de Gand y Jean d'Ypres en estilo gótico flamígero. Este retablo, un intrincado panel con figuras esculpidas que ilustran la historia de la Virgen y de Jesús ocupa casi todo el espacio de la capela-mor románica y es el mejor de los retablos de este tipo en Portugal. El altar gótico está apoyado sobre una mesa de altar románica con inscripciones.
El absidiolo norte (capilla de São Pedro), en el que está enterrado el obispo Jorge de Almeida, tiene un altar renacentista de Nicolau de Chanterenne. El absidiolo sur fue totalmente reconstruido en estilo renacentista (terminado cerca de 1566) y tiene un magnífico retablo en piedra que representa a Jesús y a los apóstoles, obra del escultor João de Ruão. En la década de 1530, João de Ruão construyó la Porta Especiosa en la fachada norte.
En el transepto se encuentra también una pila bautismal gótico-renacentista (entre de 1520-40), obra del portugués Diogo Pires o-Moço, que esta originalmente en la iglesia de São João de Almedina. La pila bautismal manuelina de la Catedral Vieja se encuentra hoy en la Sé Nova de Coimbra (antigua iglesia de los jesuitas).